# Чёрное (платформа)
Чёрное — железнодорожная платформа Горьковского направления МЖД в районе деревни Чёрное в городском округе Балашиха Московской области в 28 километрах от Курского вокзала. Время движения от Курского вокзала — 37—46 минут, останавливаются не все электропоезда. Названа по деревне, вблизи которой располагается.

## Инфраструктура
Состоит из двух боковых платформ, соединённых только настилом через пути. Не оборудована турникетами. К западу от платформы находится мост через реку Чёрная. К востоку — автомобильный переезд через железную дорогу (пересечение с Восточным шоссе, ведущим к микрорайону Северный), оборудованный автоматическими шлагбаумами и барьерами. Находящийся рядом с переездом пешеходный настил оснащен также светофором для пешеходов. К юго-востоку от платформы расположена деревня Чёрное, к юго-западу — Пестово, фактически вошедшее в Агрогородок, к северо-западу — Федурново, к северо-востоку — посёлок Заря городского округа Балашиха. К северу от платформы располагается МАРЗ и микрорайон высотных домов «МАРЗ».

## Фотографии

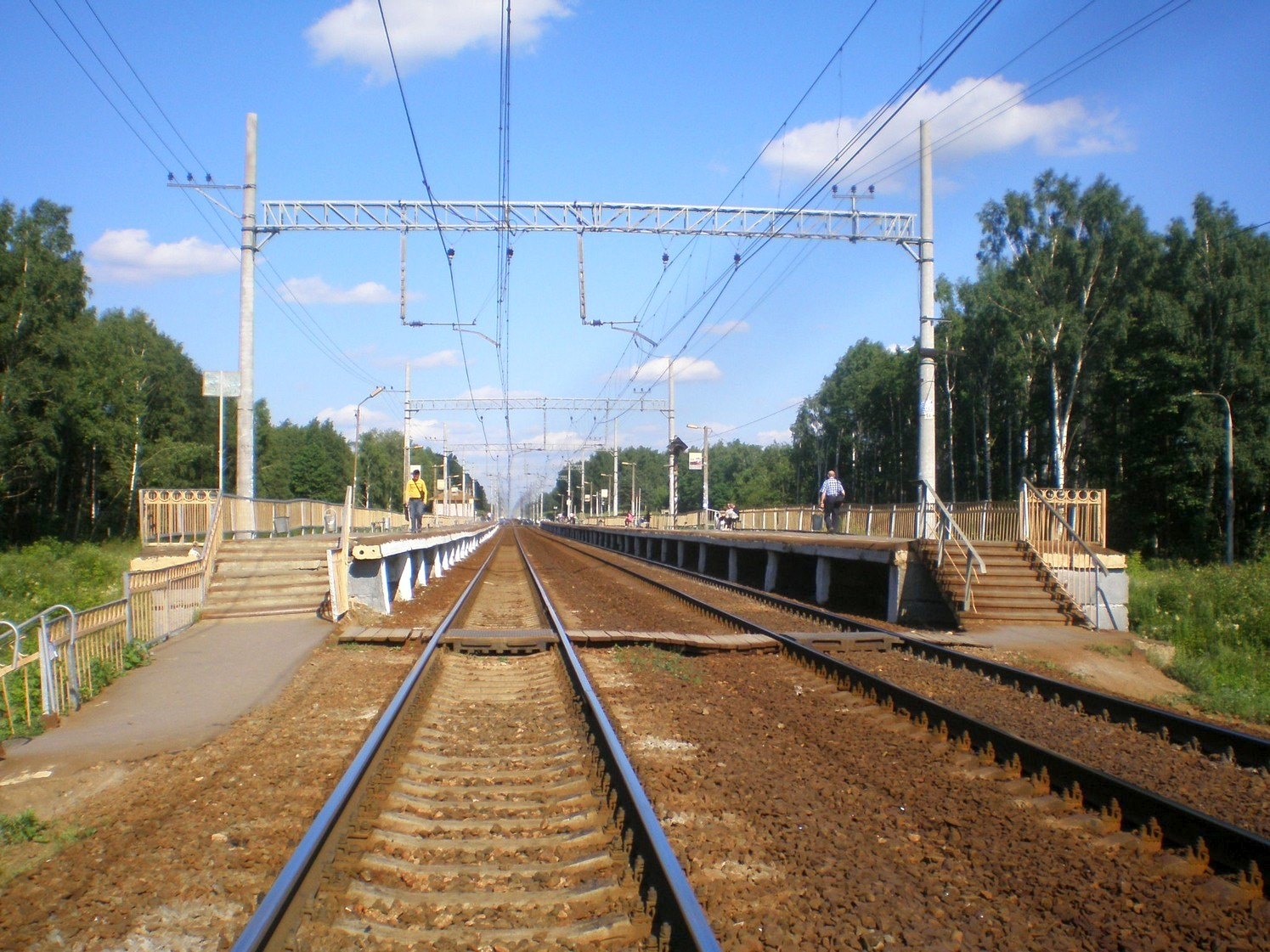
Вид в сторону Владимира
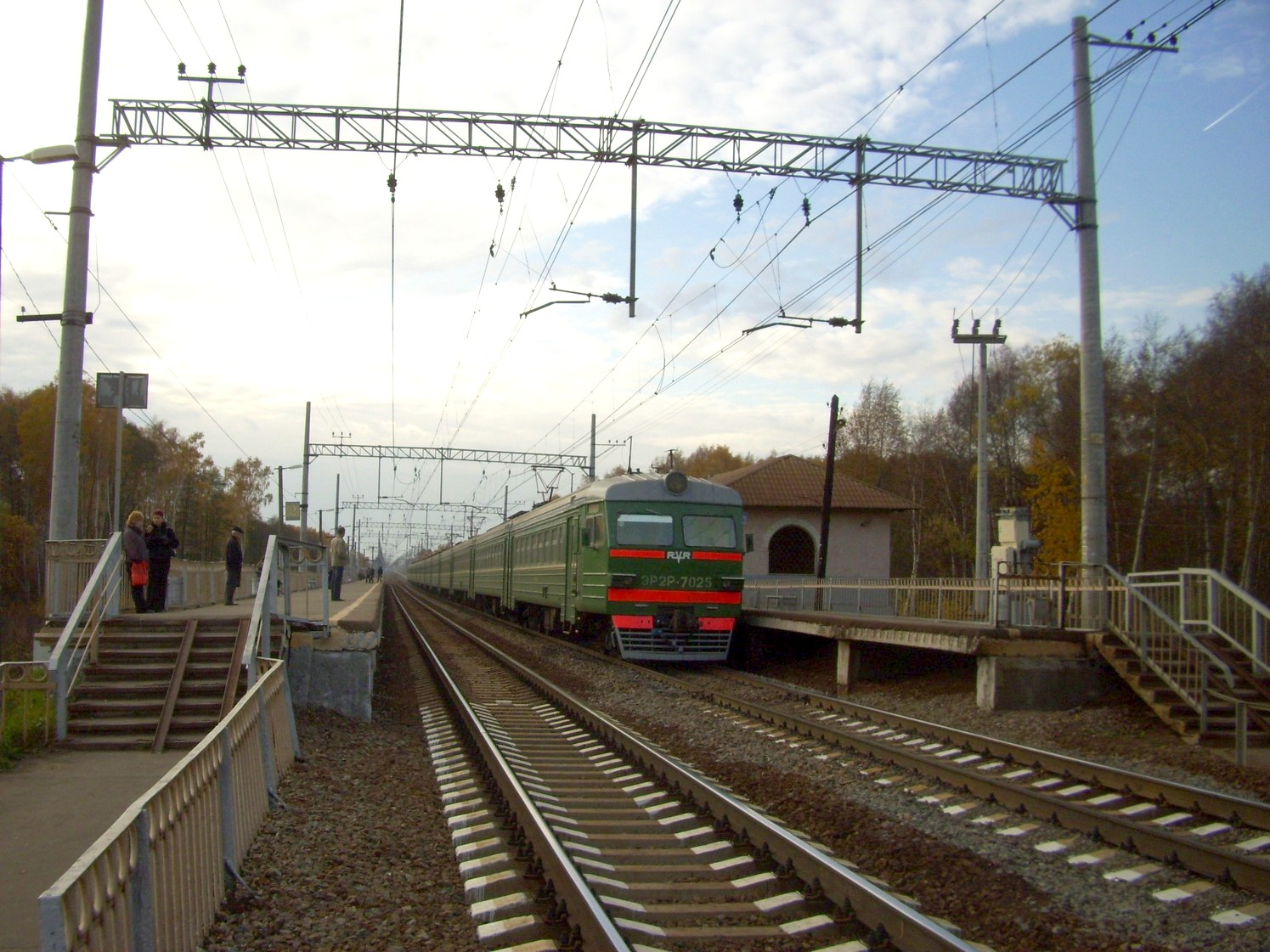
Вид в сторону Москвы
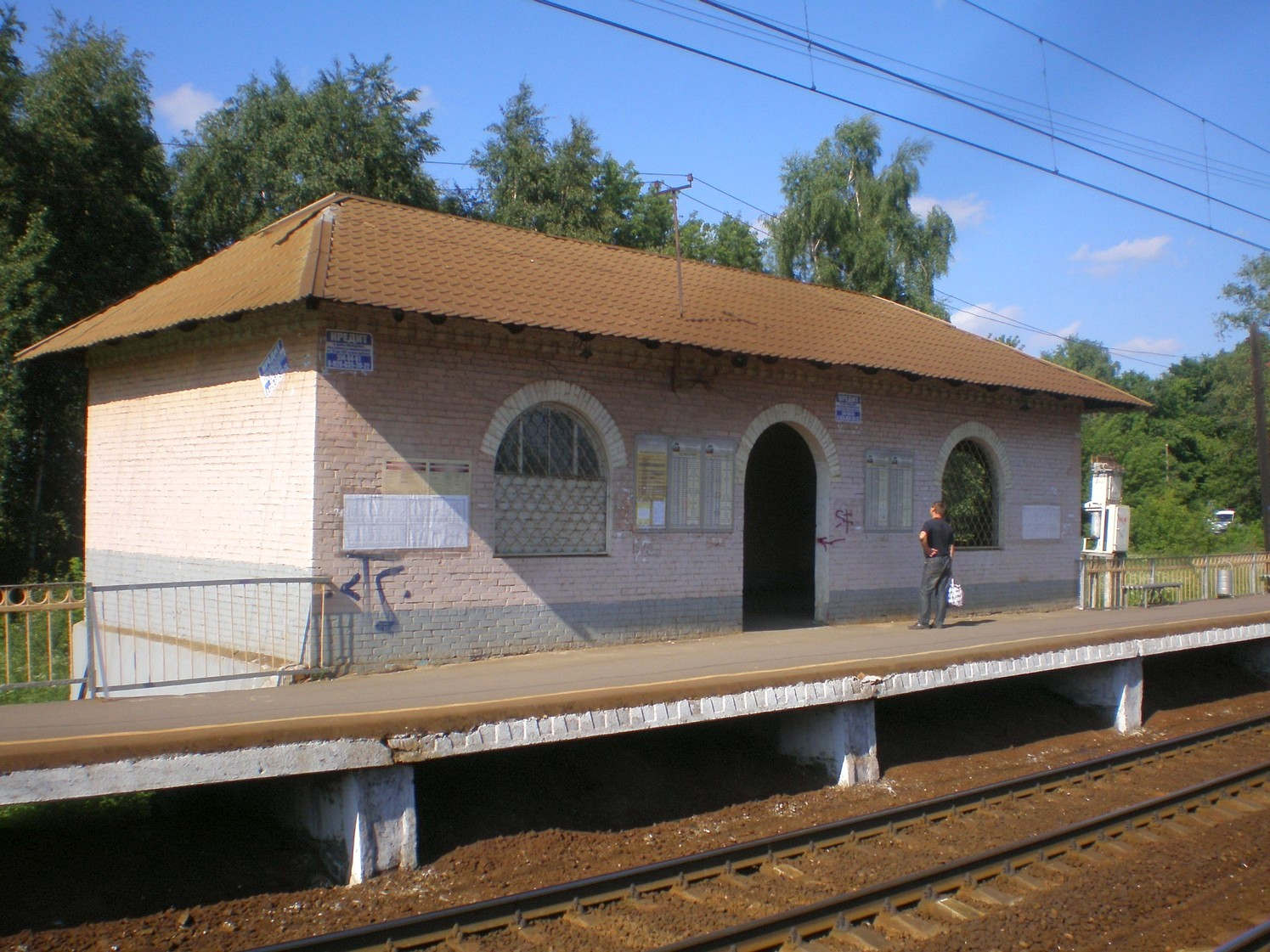
Павильон платформы на Москву
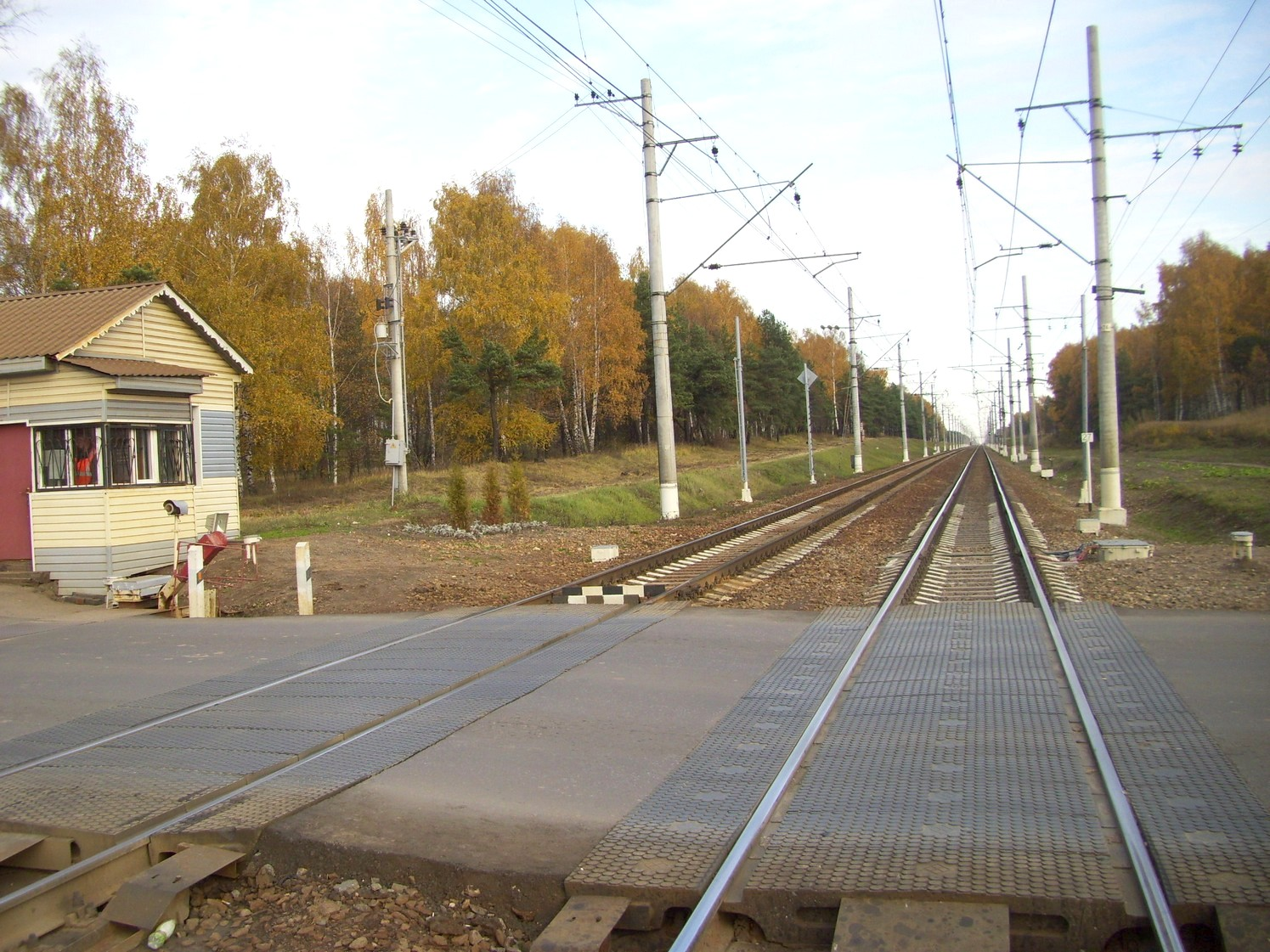
Автомобильный переезд к востоку от платформы